# Zaney
Zaney (auch: Djané, Zané) ist ein Dorf in der Landgemeinde Kokorou in Niger.

## Geographie
Das von einem traditionellen Ortsvorsteher (chef traditionnel) geleitete Dorf befindet sich rund 27 Kilometer nördlich des Hauptorts Kokorou der gleichnamigen Landgemeinde, die zum Departement Téra in der Region Tillabéri gehört. Zu den Siedlungen in der näheren Umgebung von Zaney zählen Karkatia im Norden, Wambila im Nordosten, Amara im Osten, Béra im Süden und Tara im Westen.
Es herrscht das Klima der Sahelzone vor, mit einer durchschnittlichen jährlichen Niederschlagsmenge zwischen 300 und 400 mm. Beim Dorf erstreckt sich ein 35 Hektar großer permanenter Teich, die Mare de Zaney. Etwa acht Kilometer nordöstlich von Zaney erhebt sich der 332 m hohe Hügel Lan.

## Geschichte
Bei der Cholera-Epidemie in West-Niger 2013 gehörte Zaney neben Ayérou, Mamassey, Téra und Touré zu den am stärksten betroffenen Orten.
Am 15. Mai 2023 drangen bewaffnete Angreifer in die Dörfer Zaney, Béra, Doungouro, Fambita, Firo Koira, Komdi, Kourégou und Sédey ein und erpressten Vieh. Bereits am Vortag waren im ebenfalls in der Gemeinde Kokorou gelegenen Dorf Boungou Vieh gestohlen und zwei Menschen ermordet worden. Daraufhin flüchteten Bewohner aller genannten Dörfer unter schwierigen Umständen in die Departementshauptstadt Téra.

## Bevölkerung
Bei der Volkszählung 2012 hatte Zaney 1213 Einwohner, die in 149 Haushalten lebten. Bei der Volkszählung 2001 betrug die Einwohnerzahl 943 in 141 Haushalten und bei der Volkszählung 1988 belief sich die Einwohnerzahl auf 1482 in 166 Haushalten.

## Kultur
Gemäß dem traditionellen Glauben in den Songhai-Gebieten ist die Mare de Zaney wie einige andere Gewässer vom Geistwesen gorou gondi bewohnt, das die Form einer Wasserschlange annimmt.

## Wirtschaft und Infrastruktur
Im Dorf wird ein Wochenmarkt abgehalten. Der Markttag ist Mittwoch. Mit einem Centre de Santé Intégré (CSI) ist ein Gesundheitszentrum im Ort vorhanden. Es gibt eine Schule.